# Hattomys
Il criceto gigante del Gargano (gen. Hattomys) è un roditore estinto, appartenente ai cricetidi. Visse  tra il Miocene superiore e il Pliocene inferiore (7-5 milioni di anni fa) e i suoi resti fossili sono stati ritrovati in Italia (Gargano). 

## Descrizione
Questo animale era assai simile ai criceti attuali, ma se ne differenziava soprattutto per la taglia maggiore. Gli esemplari più piccoli di questo animale erano grandi quanto un grosso criceto (tra i 25 e i 35 centimetri di lunghezza), ma gli esemplari della specie più grossa (Hattomys gargantua) erano grandi il doppio. I molari di Hattomys erano simili a quelli di altri cricetidi miocenici, come Cricetulodon, ma se ne differenziavano per le maggiori dimensioni e per alcune caratteristiche: la parte anteriore del primo molare era più complessa, mentre il terzo molare era meno ridotto. 

## Classificazione e paleogeografia
I criceti giganti del Gargano sono rappresentati da tre specie (Hattomys beetsi, H. nazarii e H. gargantua), tutte rinvenute nei depositi di fessura nel Gargano (Freudenthal, 1985). Nel corso del Miocene, il Gargano divenne un'isola e sviluppò una peculiare fauna insulare, tra cui roditori di grande taglia. Hattomys si sviluppò da forme continentali (probabilmente Cricetulodon) e in seguito le sue dimensioni aumentarono, così come le specializzazioni dentarie. I criceti giganti furono i primi roditori del Gargano ad estinguersi all'inizio del Pliocene, dal momento che i loro fossili non si rinvengono nei depositi più recenti (in cui abbondano invece il topo Mikrotia e il ghiro Stertomys). Negli stessi depositi in cui sono stati ritrovati i resti di Hattomys, sono stati anche trovati fossili di altri criceti di dimensioni minori, come Cricetulodon, Megacricetodon e lo stesso genere Cricetus.

## Significato del nome
Hattomys prende il suo nome da Hatto II, vescovo di Magonza. Secondo la leggenda,  dopo essersi rifiutato di aiutare il popolo durante una carestia ed aver rinchiuso i questuanti in un granaio cui avrebbe fatto appiccare il fuoco, si sarebbe rifugiato su di un'isola in una torre, incalzato da torme di ratti, che lo avrebbero raggiunto e divorato vivo. Hattomys si estinse quando i topi giganti del genere Mikrotia invasero l'isola del Gargano.